# 旭辉子
旭辉子（1924年10月30日—2001年12月31日）是一位日本演员。

## 生平
本名杉辉子，1924年出生于日本東京都台东区浅草。1938年从实践女子学园中学校中退加入松竹少女歌剧学校（现松竹音乐舞蹈学校），1939年加入松竹少女歌剧团，1947年退团。后活跃于戏剧、电影中。

## 家庭
儿子是演员神田正辉，前儿媳是歌手松田聖子，孙女是演员神田沙也加。